# Лені Робредо
Марія Леонор «Лені» Жерона Робредо (тагал. Maria Leonor Gerona Robredo, 23 квітня 1965) — філіппінський юрист, політик та громадський діяч, 14-й віце-президент Філіппін. Робредо була дружиною покійного Джессі Робредо, який був міністром внутрішніх справ з 2010 по 2012 рік. Після його смерті вона була представником 3-го округу Камарінс-Сур з 2013 року до своєї інавгурації на посаді віце-президента Філіппін у 2016 році. У 2016 році на виборах віце-президента Робредо перемогла Бонгбонга Маркоса, сина диктатора Фердинанда Маркоса, з невеликим відривом у 263 473 голоси. Бонгбонг Маркос опротестував результати, стверджуючи, що Ліберальна партія маніпулювала голосуванням, але звіт, опублікований Верховним судом, ще більше збільшив її перевагу над Маркосом до 278 566.  
Лені Робредо — друга жінка, яка обіймала посаду віце-президента Філіппін та перший віце-президент з регіону Бікол. Вона очолювала кілька програм під керівництвом Офісу віце-президента (OVP), причому однією з найпомітніших є її флагманська програма боротьби з бідністю. Вона співпрацює з 372 організаціями у впровадженні Angat Buhay, який зосереджується на ключових сферах, включаючи освіту, розвиток сільських районів та охорону здоров’я. Під час пандемії COVID-19 OVP під керівництвом Робредо надавав безкоштовні послуги трансферу для працівників на передовій, аналізи мазків, телемедичні послуги та збирав кошти для надання допомоги на Філіппінах. Як лідер опозиції президенту Родріго Дутерте під час її перебування на посаді віце-президента, вона була рішучим критиком більшості політики адміністрації Дутерте, яка включає війну з наркотиками, ініціативи проти повстанців, пандемія COVID-19 та м’яка позиція щодо Китаю. 
Робредо була нагороджена урядом Таїланду в 2016 році за її роботу та пропаганду щодо розширення прав і можливостей жінок та гендерної рівності. Під її керівництвом OVP також отримала сертифікат ISO 9001: 2015 для систем управління якістю офісу. Однак з моменту вступу на посаду в 2016 році вона була постійною мішенню дезінформації, і багато з цих статей містять неправдиві твердження про її особисте життя.
У жовтні 2021 року Робредо оголосила про свою заявку на посаду президента на президентських виборах у Філіппінах 2022 року з сенатором Кіко Пангілінаном як її напарником. Її кампанія була відзначена силою її волонтерів і відвідуваністю мітингів, а також її популярністю серед молодого покоління, що перешкоджала можливому президентству Бонгбонг Маркоса.

## Раннє життя та освіта
Марія Леонор Санто Томас Херона народилася 23 квітня 1965 року в місті Нага, Камарінс-Сур, Філіппіни. Вона була першою з трьох дітей, народжених у судді регіонального суду Нага-Сіті Антоніо Херони (бл. 1933–2013) та Сальвасіона Санто Томаса (1936–2020).
Лені Герона навчалася на факультеті базової освіти Університету Святої Ізабель в Нага, закінчивши початкову школу в 1978 році і середню школу в 1982 році. Вона здобула ступінь бакалавра мистецтв з економіки в Школі економіки Філіппінського університету в UP Diliman в 1986 році, а потім продовжувала вивчати право в University of Nueva Caceres, який закінчила у 1992 році. У 1997 році склала іспити на адвокатуру.
Герона вирішила тимчасово відмовитися від юридичних досліджень і замість цього вирішила працювати дослідником у Програмі розвитку басейну річки Бікол (BRBDP), урядовій установі, якій доручено комплексне планування розвитку території в трьох провінціях регіону Бікол. Тут вона познайомилася з тодішнім програмним директором Джессі Робредо, який згодом став її чоловіком.
У 2012 році Робредо була призначена головою Ліберальної партії.

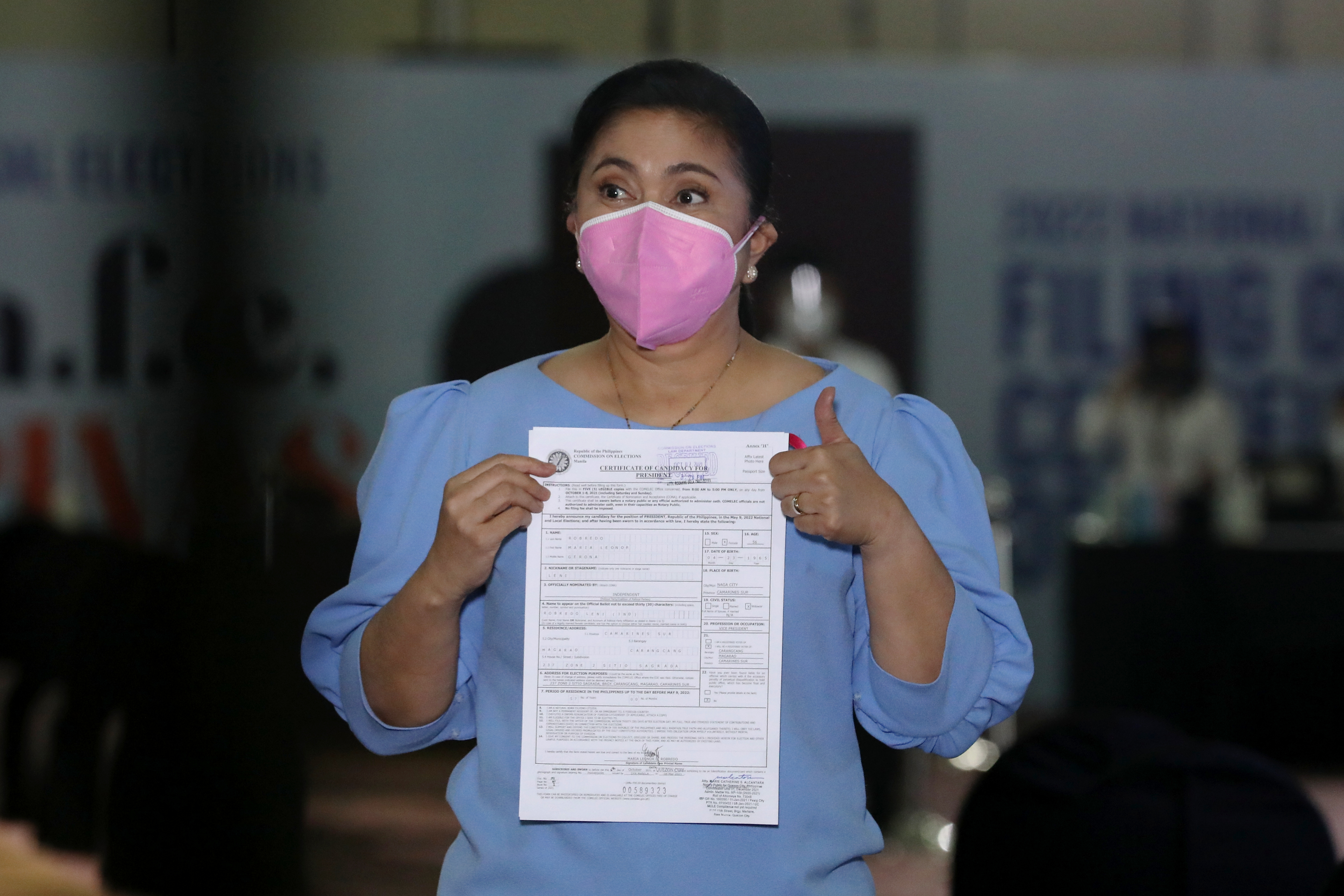
Робредо подає свідоцтво про свою кандидатуру на пост президента, 7 жовтня 2021 року

Лені Робредо вільно володіє тагальською, англійською та рідною бікольською мовою. 

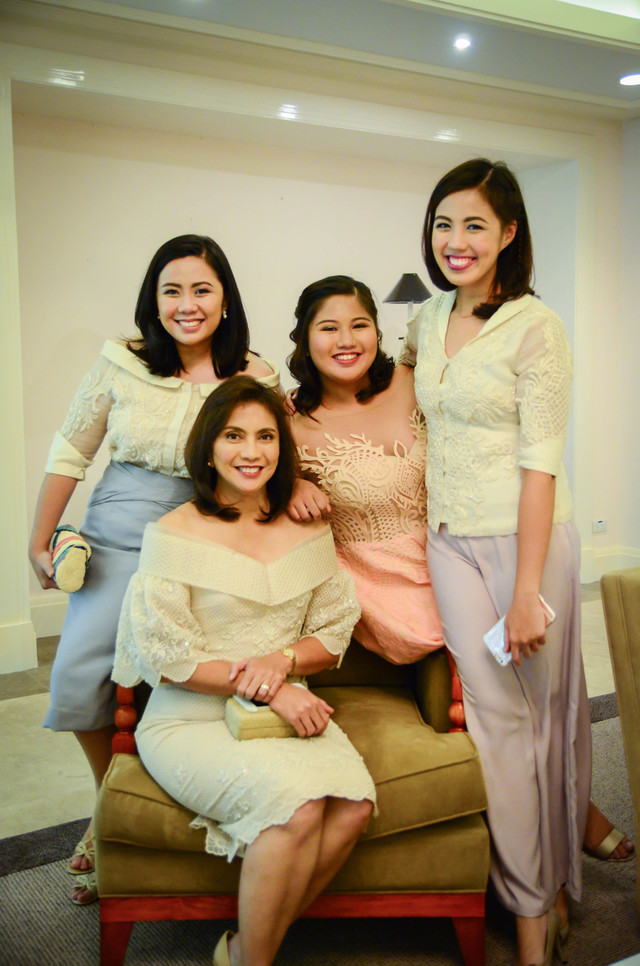
Лені Робредо зі своїми дочками

## Особисте життя
Лені була одружена з Джессі Робредо, з яким вона познайомилася під час роботи в програмі розвитку басейну річки Бікол з 1987 року до його смерті в авіакатастрофі в 2012 році. У пари є три дочки: Джессіка Марі Робредо "Айка", Джанін "Тріша" Патрісія Робредо та Джилліан Тереза Робредо. Їхня старша дочка, Айка, була помічником виконавчого управління в Управлінні цивільної оборони та має ступінь магістра державного управління Школи управління імені Джона Ф. Кеннеді, а їхня друга старша, Тріша, є ліцензованим лікарем. і була репортером UAAP з баскетболу в Національному університеті. Їхня молодша Джилліан зараз вивчає біомолекулярні науки за стипендією в Нью-Йоркському університеті.
З 14 травня 2017 року Робредо веде власну державну радіопрограму під назвою BISErbisyong LENI, яка виходить на DZXL (558 AM) Radyo Trabaho.

## Підтримка України
Віце-президент і кандидат у президенти Філіппін Лені Робредо в неділю, 6 березня, засудила військове вторгнення Росії в Україну.
«Я засуджую насильство, яке було завдано над народом України, порушення її суверенітету та загрозу, яка зараз висить над усіма невинними життями в регіоні», – йдеться у заяві Лені Робредо.
Кандидат у президенти сказала, що вона «захоплюється» мужністю та стійкістю українського народу та пишається його зусиллями відстояти свободу та правопорядок, які, за її словами, є ідеалами, які поділяють філіппінці.